# Щаденко Юхим Опанасович
Юхи́м Опана́сович Щаде́нко (27 вересня 1885, станиця Кам'янська Області війська Донського — 6 вересня 1951, Москва) — радянський військовий діяч, генерал-полковник. Член Центральної контрольної комісії ВКП(б) у липні 1930 — січні 1934 р. Член ЦК КП(б)У в червні 1937 — червні 1938 р. Член ЦК ВКП(б) у березні 1939 — лютому 1941 р. Кандидат у члени ЦК ВКП(б) у лютому 1941 — вересні 1951 р. Армійський комісар 1-го рангу (8.02.1939), генерал-полковник (6.12.1942). Депутат Верховної Ради СРСР 1-го скликання.

## Біографічні відомості
Народився в станиці Кам'янська (в наші часи — Ростовська область Російської Федерації) в родині робітника. Українець.
Організатор комуністичного руху на Донбасі, член партії більшовиків з 1904 року. У часи реакції після революції 1905 року переховувася на Кавказі, в 1907 році повернувся в Кам'янську. У партійній історіографії завжди вказувалось, що за професією Щаденко був або робочим (в дійсності — кравцем), або походив з родини робочих.
Від лютого 1917 року — голова Кам'янського окружного партійного комитету. Після Жовтневого перевороту — командир загонів Червоної гвардії. В січні 1918 року обраний в Донський військово-революційний комитет
Після відходу з України під натиском німецько-австрійських військ, Щаденко з морозовських та донецьких червоногвардійських частин формує Другу Донську або ж Морозівсько-Донецьку стрілецьку дивізію, яка пізніше отримує назву 38-ї стрілецької дивізії. З 6 червня 1918 року очолював штаб морозівсько-донецьких частин, які тримали оборону проти військ Краснова. 25 червня більшовицькі частини дійшли до Волги, де увійшли до складу новоствореного Царицинського фронту, комісаром штабу якого був призначений Щаденко. Від осені 1918 р. — учасник оборони Царицина як член Реввоєнради 10-ї армії. З початку і до середини 1919 р. член РВР Українського фронту, член РВР 1-ї Української радянської армії та 3-ї Української радянської армії, уповноважений Наркомвоєн Української СРР та комісар Житомирської військової дільниці. Від 19 листопада 1919 р. і до 1920 — член РВР Першої та Другої кінної армій. У 1923 році закінчив два курси Військової академії РСЧА. Потім служив командиром кавалерійської дивізії.
У квітні — вересні 1924 р. — військовий комісар кавалерії РСЧА. З вересня 1924 року — помічник інспектора кавалерії РСЧА з політичної частини. З 1927 року — у розпорядженні Головного управління РСЧА, РВР СРСР. З 1930 року — заступник начальника Військової академії імені Фрунзе з політичної частини.
У грудні 1936 — травні 1937 р. — заступник командувача з політичної частини і начальник Політичного управління Харківського військового округу. У травні — листопаді 1937 р. — член Військової ради Київського військового округу.
У листопаді 1937 — листопаді 1940 р. — заступник наркома оборони СРСР — начальник Управління командного і начальницького складу РСЧА.
У липні 1941 — травні 1943 р. — заступник наркома оборони СРСР — начальник Головного управління формування та укомплектування військ Червоної армії. У вересні — жовтні 1943 р. — член Військової ради Південного фронту. У жовтні 1943 — січні 1944 р. — член Військової ради 4-го Українського фронту.
Помер 6 вересня 1951 року, похований у Москві.

## Родина
Дружина — Марія Олександрівна Денисова (1894—1944), відомий скульптор; нею в юності захоплювався Володимир Маяковський:

Мария, ближе!
В раздетом бесстыдстве,
В боящейся дрожи ли,
но дай твоих губ неисцветшую прелесть:
я с сердцем ни разу до мая не дожили,
а в прожитой жизни
лишь сотый апрель есть.